# Jiří Müller (Politiker, 1943)
Jiří Müller (* 28. Dezember 1943 in Brno) ist ein tschechischer Maschinenbauingenieur, Dissident und Politiker.

## Leben und Handeln
Er studierte Maschinenbau an der Tschechischen Technischen Universität Prag, wo er unter anderem an dem von Lubomír Holeček herausgegebenen Studentenmagazin der Fakultät für Maschinenbau „Buchar“ mitwirkte. 1966 wurde er vom Studium ausgeschlossen, weil er eine nicht-kommunistische Studentenorganisation gründen wollte. Im Jahr 1968 wurde er rehabilitiert und arbeitete in der Studentenbewegung mit, wurde jedoch vor dem Studienabschluss im Jahr 1970 erneut ausgeschlossen; jedoch bestand er seine Prüfung als Ingenieur vor Jan Rollem, dem späteren Ministerstellvertreter Jan Rumls. Erst 1990 konnte er sein Studium mit dem Diplom abschließen. Von 1971 bis 1976 war er wegen Volksverhetzung angeklagt und bis 1977 inhaftiert. Er gehörte zu den ersten Unterzeichnern der Charta 77. Im Jahr 1979 heiratete er Brona Koutná, mit der er zwei Kinder hat. Von 1981 bis 1989 wurde er erneut wegen seiner politischen Aktivitäten verfolgt.
Nach der Samtenen Revolution 1989 war er einer der Vertreter der Bewegung Občanské fórum (Bürgerforum). Von Juni bis November 1990 war er Direktor des Amtes für den Schutz der Verfassungsmäßigkeit und Demokratie (Úřadu pro ochranu ústavnosti a demokracie, ÚOÚD), des Vorgängers des Inlandsnachrichtendienstes BIS. Von 1990 bis 1992 war er Mitglied des Tschechischen Nationalrates (ČNR). Er betätigt sich auch im Non-Profit-Sektor:
- Seit 1990 ist er Vorsitzender des Vorstands der Jan Hus Educational Foundation.
- Von 1990 bis 2006 war er Mitglied des Board of Trustees der Nadáce Charty 77 (Stiftung der Charta 77).
- Von 1999 bis 2001 war er Mitglied des Vorstands der Masaryk-Universität.
- Seit 2003 ist er Mitglied des Stiftungsrats der evangelisch-freikirchlichen Hilfsorganisation ADRA.[3]

## Werke
- Ekonomické prostředí pro občanský neziskový sektor v České republice : nadace a majetek : (materiál připravený pro Konferenci nadací v červnu 2000). Praha: Fórum dárců, 2000.
- Kapitalizace českých nadací. Praha: Fórum dárců, 2002. ISBN 80-902965-1-3.